# Les Ferres
Les Ferres ist eine französische Gemeinde im Département Alpes-Maritimes in der Region Provence-Alpes-Côte d’Azur. Sie gehört zum Arrondissement Grasse und zum Kanton Vence. Die Bewohner nennen sich Ferrois.

## Geographie
Im Norden bildet der Fluss Estéron die Gemeindegrenze. Die Gemeinde liegt im Regionalen Naturpark Préalpes d’Azur. Die angrenzenden Gemeinden sind Pierrefeu und Toudon im Norden, Gilette im Nordosten, Bouyon im Osten, Bézaudun-les-Alpes im Süden und Conségudes im Westen.

## Bevölkerungsentwicklung
| Jahr      | 1962 | 1968 | 1975 | 1982 | 1990 | 1999 | 2008 | 2016 |
| --------- | ---- | ---- | ---- | ---- | ---- | ---- | ---- | ---- |
| Einwohner | 78   | 71   | 35   | 40   | 36   | 59   | 92   | 106  |

## Sehenswürdigkeiten
Siehe: Liste der Monuments historiques in Les Ferres